# 완장 (1984년 드라마)
《완장》은 1984년 1월 8일에 MBC TV에서 방영되었던 베스트셀러극장이다.

## 줄거리
장차 유료 낚시터로 개장할 예정인 판금 저수지에 동네 건달 임종술(이대근)이 저수지 감시원으로 채용된다. 친구나 동네 노인에게까지 안하무인으로 행패를 부리는 종술이지만 부월(김영란)에 대한 사랑만은 순진하기만 하다. 산전수전 다겪은 부월은 완장을 차고 기고만장해 하는 종술에 연민의 정을 느낀다. 못난 남녀 주인공들의 사랑을 통하여 권위의식의 실체를 다룬 풍자 해학극이다

## 출연
- 이대근
- 김영란
- 김영옥
- 홍순창
- 김진태
- 김주영
- 권미혜
- 김기범
- 박종관
- 박상조
- 김성찬
- 최재호
- 오중근
- 윤석오
- 문회원
- 강미
- 이숙
- 최상훈
- 맹상훈
- 강상구
- 최한호
- 문창근
- 최민경
- 신복숙
- 홍나옥
- 안명숙
- 조정순
- 박헌성
- 유성식